# Грекопитек

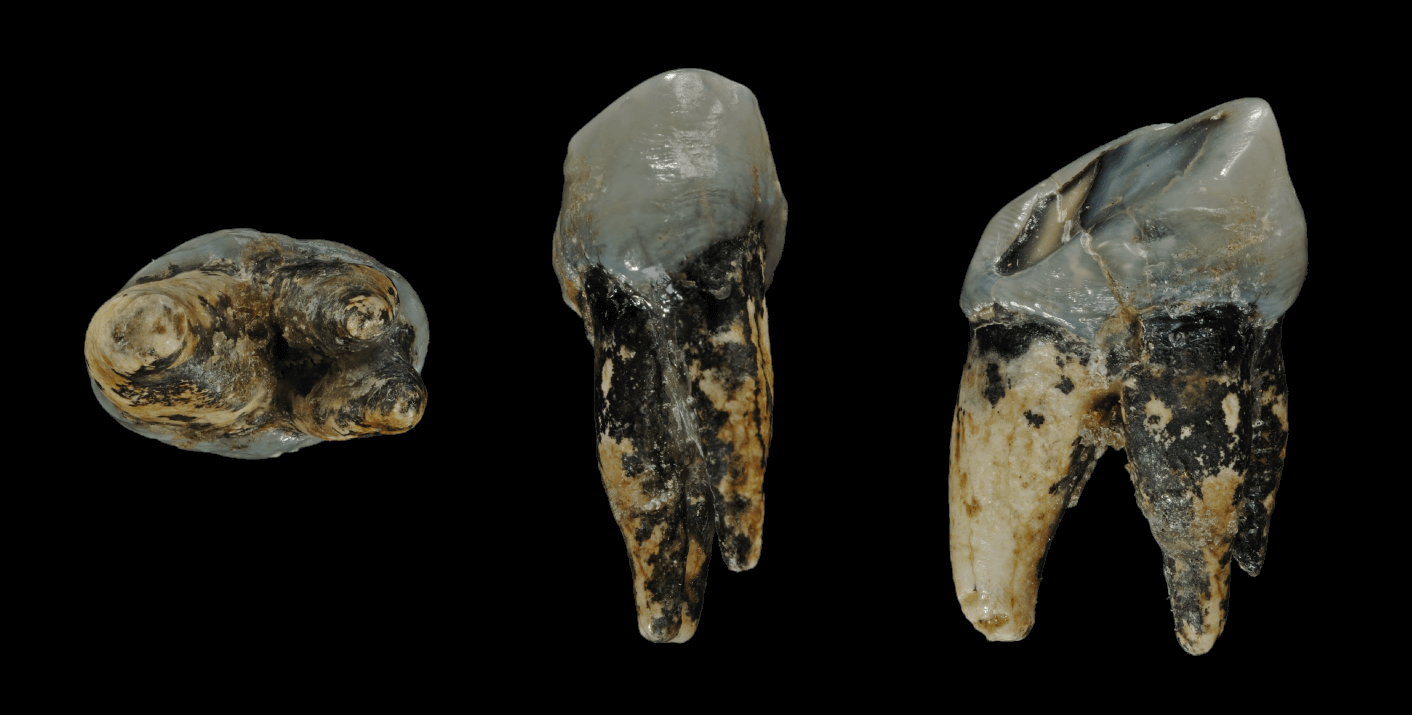
Зуб (премоляр) грекопитека из Болгарии

Грекопитек (лат. Graecopithecus) — доисторический гоминид, найденный в Европе. Обитал там в позднем миоцене.
Нижняя челюсть Graecopithecus freybergi, жившего 7,175 млн л. н. (начало мессинского яруса), была найдена в местечке Пиргос Василиссис вблизи Афин (Греция) в 1944 году немецким геологом Бруно фон Фрайбергом, в 1949 году Б. фон Фрайберг в своей статье выдвинул гипотезу о том, что эта челюсть принадлежит одному из вымерших видов гоминидов. Также коренной малый зуб грекопитека (Graecopithecus sp.), жившего 7,24 млн л. н., был обнаружен в 2002 году в Болгарии (Азмака).
Некоторые авторы считают, что диверсификация гоминин произошла в Восточном Средиземноморье, а грекопитек является последним общим предком африканских  человекообразных обезьян и человека разумного. Николай Спассов с соавторами считают, что грекопитек находится на стволовой линии подтрибы гоминина (Hominina). Станислав Дробышевский считает, что обитавшие в Европе в конце миоцена человекообразные обезьяны там и вымерли.
Корни премоляра грекопитека (Graecopithecus sp.) частично сливались, в отличие от отделённых корней у уранопитека (Ouranopithecus macedoniensis и O. turkae) и удабнопитека. Кроме грекопитека эта особенность характерна для подтрибы гоминина: современных людей, ранних людей, ардипитеков (Ardipithecus) и австралопитеков (Australopithecus anamensis, Australopithecus afarensis).
Возможно, грекопитеку принадлежат 29 отпечатков (ихнитов) следов ног возрастом 5,7 млн лет из Трахилоса близ Кисамоса на северо-западе Крита.